# Leptops tsitsikamae
Leptops tsitsikamae là một loài tò vò trong họ Ichneumonidae.